# Siphonops leucoderus
Siphonops leucoderus är en groddjursart som beskrevs av Taylor 1968. Siphonops leucoderus ingår i släktet Siphonops och familjen Caeciliidae. IUCN kategoriserar arten globalt som otillräckligt studerad. Inga underarter finns listade i Catalogue of Life.